# Maria Baztan de Borda
Maria Baztan de Borda, död 1 november 1610 i Logrono, var en spansk kvinna som avrättades för häxeri. Hon var en av endast fem personer som avrättades i den berömda häxprocessen i Baskien, där tusentals personer åtalades 1606-1614 men endast fem avrättades. 
Hon var änka efter bonden Martin de Arburu och 58 år gammal. 
Hon arresterades av inkvisitören Valle Alvarado 1609. Hon anklagades för häxkonst och för närvaro vid den berömda häxsabbaten i Zugarramurdi. Tillsammans med de andra åtalade fördes hon till Logroño-fängelset och ställdes inför den spanska inkvisitionen. 
Hon förnekade upprepade gånger anklagelserna mot henne. Inkvisitionens mål var inte att döma de åtalade till döden, utan att få dem att bekänna, varefter de skulle ångra sig, be om förlåtelse och sedan benådas från dödsstraff. Hennes vägran att erkänna var anledningen till att han dömdes till döden. Hon dömdes att brännas levande på bål. Sjutusen personer åtalades i häxprocessen, men endast sex avrättades. Dessa sex hade alla blivit utpekade för ett flertal häxkonster av många vittnen och upprepade gånger vägrat erkänna och ångra sig. 
Hon brändes tillsammans med fem andra personer på en autodafé i Logrono, tillsammans med liken och dockorna efter ytterligare fem, som hade avlidit i fängelset: samtliga var från Zugurramurdi och hade vägrat erkänna.